# 国分泰雄
國分泰雄（こくぶん やすお、1952年 - ）は、ものつくり大学学長。横浜国立大学元副学長。中部大学元副学長。

## 人物
1952年に生まれる。埼玉県立熊谷高等学校を経て、横浜国立大学工学部電気工学科卒業。1980年に東京工業大学大学院博士課程修了。1984年AT& TBell研究所客員研究員、1996年横浜国立大学教授、2009年横浜国立大学理事・副学長2018年横浜国立大学退職。退官記念講義の際は、東京工業大学栄誉教授の末松先生、名誉教授の伊賀先生も出席した。同年、中部大学副学長、2021年中部大学学長顧問、同年9月ものつくり大学学長顧問、特任教授。2022年ものつくり大学学長。

## 著書
- 光波工学(共立出版株式会社)

共著
- 光ファイバ(静岡学術出版)